# Сатыгинский Туман
Сатыгинский Туман — проточное озеро в Кондинском районе Ханты-Мансийского автономного округа Тюменской области России.
Находится в западной части Западно-Сибирской равнины. Площадь зеркала — 44,3 км2. Имеет сильно вытянутую форму. Снеговое и дождевое питание. Берега заболочены.
С запада в озеро впадают реки Урай и Евра, с юго-востока — река Канда длиной 187 км. На востоке из озера вытекает одноимённая река Канда, которая является протокой длиной 6 км, соединяющей Сатыгинский Туман с располагающимся к востоку озером Среднесатыгинский Туман.
На западном берегу озера находится посёлок Дальний, на южном — опустевший бывший посёлок Совлинский, а на северном — бывшее село Сатыга, в честь которого и было наименовано озеро. Неглубокие водоёмы, возникающие от разлива рек, в этих местах и называют туманами.